# حمام سخن (فلم)
حمام سُخن فيلم دراما مصري للمخرجة منال خالد لعام 2018 (عرض في الولايات المتحدة 2021) وبطولة حبيبة عفت ومنى هلا و منى مختار و نعمة محسن و ريم حجاب، تدور أحداث الفيلم حول 7 سيدات محاصرات على خلفية مواقف مختلفة في فجر يوم 26 يناير عام 2011، تدخل السيدات إلى بعض الأماكن المحاصرة والمغلقة، ويحاولون الخروج من هذا الحصار ووسط هذا يمرون بلحظات شديدة الخصوصية.
عرض الفيلم لأول مرة عالمياً ضمن فعاليات مهرجان ساوث باي ساوث ويست بالولايات المتحدة الأميركية (16 – 20) مارس، بقسم جلوبال، وكان المشاركة العربية الوحيدة في المهرجان، وهو أيضاً أول فيلم مصري يشارك في المهرجان الأميركي منذ أكثر من 10 سنوات، وأول فيلم روائي طويل لمخرجته. أقيم المهرجان عبر الإنترنت نظراً لظروف تفشي وباء كورونا، وكان العرض مقتصراً على الأراضي الأمريكية بسعة 2000 مشاهد فقط، والأفلام الروائية الطويلة المشاركة في المهرجان مؤهلة للمنافسة على جوائز (The Film Independent Spirit) جوائز الروح المستقلة.
كان الفيلم قد عُرض منه 13 دقيقة في مهرجان الجونة السينمائي ضمن مشواره في الحصول على تمويل، وبعد ذلك أطلق صناع الفيلم حملة تمويل، عبر الصفحة الرسمية للفيلم على مواقع التواصل الاجتماعي، وقد مر الفيلم بعدة مصاعب إنتاجية عند بداية تصويره عام 2011، وتوقف بعد ذلك أكثر من مرة لصعوبة العثور على جهة إنتاج مسؤولة عن الفيلم.
نافس الفيلم أيضاً ضمن فعاليات الدورة 36 من مهرجان موسترا دي فالنسيا السينمائي بإسبانيا في قسم (Informative)، وهو العرض الأول للفيلم في أوروبا. مهرجان موسترا دي فالنسيا السينمائي هو لقاء لمحبي السينما سواء من الخبراء أو هواة السينما إذ يجتمع الجمهور والمبدعين للاستمتاع بالبرنامج، تحديداً البرامج المخصصة لعرض أفلام ذات جودة كبيرة لا يمكن أن يجدوها عادةً في المحيط التجاري.
شارك الفيلم أيضاً في مهرجان كرامة لأفلام حقوق الإنسان في بيروت، و مهرجان عمان السينمائي الدولي. اختصرت المخرجة بأنّه «ليس إلا تعبيراً عن ذاتي». وفقاً لما تُمليه «سينما المؤلف»، لا تعمل السينمائية المصرية على إشباع الذوق العام والتماشي مع حساسيته، بل تعتبر الفن السابع مختبراً ذاتياً يعكس مقاربتها الخاصة.

## مخرجة الفيلم
منال خالد مخرجة مصرية درست الفلسفة في جامعة الإسكندرية. بدأت في تطوير مهارتها كمخرجة في سن صغير حيث عملت مع مجموعة من المخرجين البارزين. كما ثقلت الدراسة بحضورها لورش وفصول من الفئة الرئيسية في الإخراج والكتابة ونقد الأفلام، وعَمِلت منال في شركة أفلام مصر العالمية كمساعد مخرج، ثم استكملت مسيرتها مع عدة مخرجين حاصلين على جوائز مثل سعد هنداوي، كاملة أبو ذكري، هاني خليفة ومحمد علي، كما انتهت مؤخراً من فيلمها التسجيلي الطويل النسوي قيمة ساعة مع المخرج الأمريكي أدولفو مارتينيز.

## طاقم التمثيل
منى هلا: في دور سالي
فرح ماجد: في دور فرح
نعمة محسن: في دور أم فرح
حبيبة عفت: في دور سلمى
رجوى حامد: في دور رباب
منى مختار - ريم حجاب - كارولين خليل - ثراء جُبيل - زينة منصور - سيمون - فاضل الجارحي - أسامة أبو العطا

## الإنتاج
قالت المخرجة والمنتجة منال خالد: «بدأنا في 2011، ثم غادرنا لمدة عامين... استكملنا التصوير في 2013 و2014 لننجز نصف الفيلم تقريبًا، وسط ظروف إنتاجية صعبة. المخرجة هي المنتجة والأصدقاء عونًا لنا بجهودهم المبهرة، حيث قرر قرابة 60 شخصًا أن يتطوعوا ويتشاركوا بجهودهم لأن يخرج فيلم «حمام سُخن» للنور ونتشارك فيه فنيًا ومعرفيًا وإنسانيًا. حاولت المجموعة في العام 2014 استكمال المشاهد الاخيرة والمتممة للفيلم».
فيلم «حمام سُخن» هو ثلاث لحظات مشحونة، داخل أماكن مغلقة عن شخوص عاشوا في خلفية حدث كبير، حيث تموج شوارع يناير بتحركات استثنائية جدًا، أبطالنا لا يملكون اليقين حول ما يحدث بالخارج، القتل، الغضب الكاسح، لحظات الانتصار القليلة التي ظفرت بها الحشود وتهاوي سلطة خائرة ظالمة. أبطالنا يسعون إلى فرصة للحياة والنجاة.
تقوم بتوزيع الفيلم شركة ماد سوليوشنز (ستوديو عربي مستقل واستشاري يقدم خدمات التسويق المتكاملة للسينما العربية)

## ملخص أحداث الفيلم
سبع نساء محاصرات في أماكن مغلقة وخانقة في فجر يوم 26 يناير عام 2011،  الشوارع تندلع بالأحداث، المنازل والمتاجر والأزقة تنتظر بفارغ الصبر. الاتصالات متوقفة، والإجابات تصل فقط من خلال شاشات التليفزيون بعد أن قُطعت الاتصالات للمرة الأولى. تحاول شخصياتنا الهروب من حدودهم الحالية، ربما بشكل يائس، وربما بفتور، وتكشف الأحداث المفهوم الواسع للحصار، الذي أحياناً ما يصنعه الإنسان حول نفسه، فمفهوم الحصار ليس قاصراً فقط على الحوائط والسلاسل، بل عادةً ينبع من الداخل. تتشارك النساء نفس الأحلام حول التغيير والخروج عن المألوف، ولكن اختلافهن يتسبب في حالة من التباين عندما يتعلق الأمر بوعيهن وانفتاحهن وأساليبهن في التعبير والتمرد في النهاية، سيضطرون جميعًا إلى التكيف، وهم محاصرون في معاركهم الفردية غير العادية.

## استقبال الفيلم
كتب موقع الأخبار: "اختارت منال خالد الثورة المليونية المصرية كموضوع لأحداث فيلمها الروائي الطويل ومصير تعيس لخمس نساء شاركن فيها، وتعرّضن لشتّى أنواع المعاناة بعدما رأين في الثورة خلاصاً. تسع سنوات (من 2011 إلى 2020) هي المدّة التي استغرقتها لإنجاز الفيلم. الوقت كان كافياً لتجميع مشاهد الثورة المصرية من ميدان التحرير وخلق الأحداث من جديد، بطريقة تلائم ما اختبرته منال خالد في ذلك الوقت، بلقطات تسجيلية أو شبه تسجيلية للأحداث حيث تظهر الجموع المليونية الثائرة، لكن هذه المشاهد ليست احتفاء بالانتصار ولا للتذكير بقوّة الحشد
تصرّح المخرجة أمام الحضور في بيروت «المسؤولة عن مونتاج الفيلم هي الآن معتقلة في السجون المصرية». من الواضح التزام المخرجة وفريق العمل بنهج الثورة، وفي «حمام سُخن» أوّل فيلم طويل لها، اتخذت الزاوية الأهمّ لتاريخ الثورة أي زاوية الوجود النسائي.
في الفيلم، لا نرى ميدان التحرير. نسمع عنه وعن أحداث الثورة من خلال كلام النساء كشخصيات أساسية فيه. ما نراه فعلاً هو بعيد أقصى البعد عن «كليشيه» الثورة. ندخل إلى ما لم تصوّره العدسات الصحافية. ندخل إلى البيوت، المباني والأزقة المتواضعة والفقيرة، لتصبح بذلك كاميرا منال خالد، وسيلةً لإظهار ما حصل في شوارع مصر الضيقة. تبدو مقاربتها غير مألوفة، فببساطة، من كان لينتبه لتلك الأحياء وما جرى فيها.
في حوار مع المخرجة أجرته هاجر عثمان على موقع «ولها وجوه أخرى» قالت المخرجة منال خالد: " الفيلم ليس سياسيًا عن ثورة يناير، بل يدور حول قصص الإنسانية... بطلات حكايات “حمام سُخن” ناس عادية  تحت تأثير نفس الحدث... المنتجون رفضوا تمويل الفيلم لأنه يفتقر لـلخلطة التجارية... الستات يجب أن يخلقن معركتهن وينتصرن فيها ويتخلصن من دور الضحية... المخرجات المصريات يعملن في ظروف صعبة وقاسية جدًا"، وقالت عن حملة الدعم المادي الإلكتروني للفيلم: «حققنا رقم مهم من الرقم المطلوب كليًا، يصل إلى 38% من المطلوب، ويكفي لتغطية البنود الأساسية لاستكمال تصوير أسبوع اَخر للفيلم، واستخراج تصاريح الجهات الحكومية التي تبلغ 6000 دولار، وتكلفة معدات التصوير التي تصل إلى 4000 دولار، وتكلفة تأجير موقع التصوير التي تصل إلى 3000 دولار، ومع ذلك يخرج منها مرحلة الإنتاج النهائي (المونتاج والمكساج وتصحيح الألوان والموسيقى والتترات)، وهي مرحلها تكاليفها أكبر من تكاليف التصوير، ورغم كل هذه الظروف يعمل فريق عمل الفيلم منذ 7 سنوات بشكل تطوعي».

## الجوائز والترشيحات
مهرجان فالنسيا - البحر الأبيض المتوسط السينمائي 2021: ترشح لجائزة المشاهدين (منال خالد).

## وصلات خارجية
- حمام سخن على موقع IMDb (الإنجليزية)
- حمام سخن على موقع قاعدة بيانات الأفلام العربية
- حمام سخن على موقع قاعدة بيانات الفيلم (الإنجليزية)
- حمام سخن على موقع ليتربوكسد (الإنجليزية)
- حمام سخن على موقع كينوبويسك (الروسية)

https://letterboxd.com/film/trapped-2021/ حمام سخن (فيلم)
https://www.facebook.com/HammamSokhn/ حمام سخن (فيلم)
https://www.elwatannews.com/news/details/2383979 حمام سخن (فيلم)
https://www.imdb.com/name/nm7781012/?ref_=nv_sr_srsg_0 حمام سخن (فلم)
https://karohat.com/Title/a5254b6d-4cff-41b7-aa38-d7a18062391d حمام سخن (فلم)